# Trượt băng tốc độ tại Thế vận hội Mùa đông 2018
Trượt băng tốc độ tại Thế vận hội Mùa đông 2018 được tổ chức tại Gangneung Oval ở Gangneung, Hàn Quốc từ 10 tới 24 tháng 2 năm 2018.

## Vòng loại
Có tổng cộng 180 vận động viên được phép tranh tài ở đại hội (tối đa 100 nam và 80 nữ). Quốc gia được phân bổ suất dựa trên thành tích tại ISU Speed Skating World Cup 2017-18 vào mùa thu năm 2017. Mỗi quốc gia được phép có tối đa ba vận động viên trên một giới tính đối với mỗi nội dung ngoại trừ 5000m, 10000m và xuất phát đồng hàng với chỉ 2 vận động viên là tối đa.

## Lịch thi đấu
Dưới đây là lịch thi đấu của 14 nội dung.
Giờ địa phương là UTC+9.
| Ngày                | Giờ   | Nội dung                          |
| ------------------- | ----- | --------------------------------- |
| 10 tháng 2 năm 2018 | 20:00 | 3000 mét nữ                       |
| 11 tháng 2 năm 2018 | 16:00 | 5000 mét nam                      |
| 12 tháng 2 năm 2018 | 21:30 | 1500 mét nữ                       |
| 13 tháng 2 năm 2018 | 20:00 | 1500 mét nam                      |
| 14 tháng 2 năm 2018 | 19:00 | 1000 mét nữ                       |
| 15 tháng 2 năm 2018 | 20:00 | 10000 mét nam                     |
| 16 tháng 2 năm 2018 | 20:00 | 5000 mét nữ                       |
| 18 tháng 2 năm 2018 | 20:00 | Đuổi bắt đồng đội nam - Vòng loại |
| 18 tháng 2 năm 2018 | 20:00 | 500 mét nữ                        |
| 19 tháng 2 năm 2018 | 20:00 | Đuổi bắt đồng đội nữ - Vòng loại  |
| 19 tháng 2 năm 2018 | 20:00 | 500 mét nam                       |
| 21 tháng 2 năm 2018 | 20:00 | Đuổi bắt đồng đội nam - Chung kết |
| 21 tháng 2 năm 2018 | 20:00 | Đuổi bắt đồng đội nữ – Chung kết  |
| 23 tháng 2 năm 2018 | 19:00 | 1000 mét nam                      |
| 24 tháng 2 năm 2018 | 20:00 | Xuất phát đồng hàng nam           |
| 24 tháng 2 năm 2018 | 20:00 | Xuất phát đồng hàng nữ            |

## Huy chương

### Bảng tổng sắp
| Hạng                | Đoàn                               | Vàng | Bạc | Đồng | Tổng số |
| ------------------- | ---------------------------------- | ---- | --- | ---- | ------- |
| 1                   | Hà Lan (NED)                       | 7    | 4   | 5    | 16      |
| 2                   | Nhật Bản (JPN)                     | 3    | 2   | 1    | 6       |
| 3                   | Na Uy (NOR)                        | 2    | 1   | 1    | 4       |
| 4                   | Hàn Quốc (KOR)                     | 1    | 4   | 2    | 7       |
| 5                   | Canada (CAN)                       | 1    | 1   | 0    | 2       |
| 6                   | Cộng hòa Séc (CZE)                 | 0    | 1   | 1    | 2       |
| 7                   | Bỉ (BEL)                           | 0    | 1   | 0    | 1       |
| 8                   | Hoa Kỳ (USA)                       | 0    | 0   | 1    | 1       |
| 8                   | Trung Quốc (CHN)                   | 0    | 0   | 1    | 1       |
| 8                   | Vận động viên Olympic từ Nga (OAR) | 0    | 0   | 1    | 1       |
| 8                   | Ý (ITA)                            | 0    | 0   | 1    | 1       |
| Tổng số (11 đơn vị) | Tổng số (11 đơn vị)                | 14   | 14  | 14   | 42      |

### Nội dung của nam
| Nội dung            | Vàng                                                                                            | Vàng        | Bạc                                                              | Bạc      | Đồng                                                                           | Đồng     |
| ------------------- | ----------------------------------------------------------------------------------------------- | ----------- | ---------------------------------------------------------------- | -------- | ------------------------------------------------------------------------------ | -------- |
| 500 mét             | Håvard Holmefjord Lorentzen · Na Uy                                                             | 34.41 OR    | Cha Min-kyu · Hàn Quốc                                           | 34.42    | Gao Tingyu · Trung Quốc                                                        | 34.65    |
| 1000 mét            | Kjeld Nuis · Hà Lan                                                                             | 1:07.95     | Håvard Holmefjord Lorentzen · Na Uy                              | 1:07.99  | Kim Tae-yun · Hàn Quốc                                                         | 1:08.22  |
| 1500 mét            | Kjeld Nuis · Hà Lan                                                                             | 1:44.01     | Patrick Roest · Hà Lan                                           | 1:44.86  | Kim Min-seok · Hàn Quốc                                                        | 1:44.93  |
| 5000 mét            | Sven Kramer · Hà Lan                                                                            | 6:09.76 OR  | Ted-Jan Bloemen · Canada                                         | 6:11.616 | Sverre Lunde Pedersen · Na Uy                                                  | 6:11.618 |
| 10.000 mét          | Ted-Jan Bloemen · Canada                                                                        | 12:39.77 OR | Jorrit Bergsma · Hà Lan                                          | 12:41.98 | Nicola Tumolero · Ý                                                            | 12:54.32 |
| Xuất phát đồng hàng | Lee Seung-hoon · Hàn Quốc                                                                       | 60          | Bart Swings · Bỉ                                                 | 40       | Koen Verweij · Hà Lan                                                          | 20       |
| Đuổi bắt đồng đội   | Na Uy (NOR) · Håvard Bøkko · Simen Spieler Nilsen · Sverre Lunde Pedersen · Sindre Henriksen[a] | 3:37.32     | Hàn Quốc (KOR) · Lee Seung-hoon · Chung Jae-won · Kim Min-seok · | 3:38.52  | Hà Lan (NED) · Jan Blokhuijsen · Sven Kramer · Patrick Roest · Koen Verweij[a] | 3:38.40  |

### Nội dung của nữ
| Nội dung            | Vàng                                                                       | Vàng       | Bạc                                                                                  | Bạc     | Đồng                                                                                   | Đồng    |
| ------------------- | -------------------------------------------------------------------------- | ---------- | ------------------------------------------------------------------------------------ | ------- | -------------------------------------------------------------------------------------- | ------- |
| 500 mét             | Nao Kodaira · Nhật Bản                                                     | 36.94 OR   | Lee Sang-hwa · Hàn Quốc                                                              | 37.33   | Karolína Erbanová · Cộng hòa Séc                                                       | 37.34   |
| 1000 mét            | Jorien ter Mors · Hà Lan                                                   | 1:13.56 OR | Nao Kodaira · Nhật Bản                                                               | 1:13.82 | Miho Takagi · Nhật Bản                                                                 | 1:13.98 |
| 1500 mét            | Ireen Wüst · Hà Lan                                                        | 1:54.35    | Miho Takagi · Nhật Bản                                                               | 1:54.55 | Marrit Leenstra · Hà Lan                                                               | 1:55.26 |
| 3000 mét            | Carlijn Achtereekte · Hà Lan                                               | 3:59.21    | Ireen Wüst · Hà Lan                                                                  | 3:59.29 | Antoinette de Jong · Hà Lan                                                            | 4:00.02 |
| 5000 mét            | Esmee Visser · Hà Lan                                                      | 6:50.23    | Martina Sáblíková · Cộng hòa Séc                                                     | 6:51.85 | Natalya Voronina · Vận động viên Olympic từ Nga                                        | 6:53.98 |
| Xuất phát đồng hàng | Nana Takagi · Nhật Bản                                                     | 60         | Kim Bo-reum · Hàn Quốc                                                               | 40      | Irene Schouten · Hà Lan                                                                | 20      |
| Đuổi bắt đồng đội   | Nhật Bản (JPN) · Ayano Sato · Miho Takagi · Nana Takagi · Ayaka Kikuchi[a] | 2:53.89 OR | Hà Lan (NED) · Antoinette de Jong · Marrit Leenstra · Ireen Wüst · Lotte van Beek[a] | 2:55.48 | Hoa Kỳ (USA) · Heather Bergsma · Brittany Bowe · Mia Manganello · Carlijn Schoutens[a] | 2:59.27 |

a Các vận động viên không tham gia chung kết nhưng vẫn nhận huy chương vì có tham gia vòng ngoài.

## Kỷ lục

### Kỷ lục thế giới & Olympic
Tám kỷ lục Olympic (OR) và năm kỷ lục thế giới tại mực biển (WB) được thiết lập tại giải đấu.
| Nội dung              | Ngày       | Vòng      | Vận động viên                                           | Quốc gia | Thời gian | Kỷ lục                | Nguồn  |
| --------------------- | ---------- | --------- | ------------------------------------------------------- | -------- | --------- | --------------------- | ------ |
| 5000 mét nam          | 11 tháng 2 | Đôi 10    | Sven Kramer                                             | Hà Lan   | 6:09.76   | OR                    | [ 18 ] |
| 1000 mét nữ           | 14 tháng 2 | Đôi 12    | Jorien ter Mors                                         | Hà Lan   | 1:13.56   | OR WB (mực nước biển) | [ 19 ] |
| 10.000 mét nam        | 15 tháng 2 | Đôi 5     | Ted-Jan Bloemen                                         | Canada   | 12:39.77  | OR                    | [ 20 ] |
| 500 mét nữ            | 18 tháng 2 | Đôi 14    | Nao Kodaira                                             | Nhật Bản | 36.94     | OR WB (mực nước biển) | [ 21 ] |
| Đuổi bắt đồng đội nữ  | 19 tháng 2 | Tứ kết 1  | Antoinette de Jong Marrit Leenstra Ireen Wüst           | Hà Lan   | 2:55.61   | OR WB (mực nước biển) | [ 22 ] |
| 500 mét nam           | 19 tháng 2 | Đôi 16    | Håvard Holmefjord Lorentzen                             | Na Uy    | 34.41     | OR                    | [ 23 ] |
| Đuổi bắt đồng đội nam | 21 tháng 2 | Bán kết 2 | Håvard Bøkko Simen Spieler Nilsen Sverre Lunde Pedersen | Na Uy    | 3:37.08   | OR WB (mực nước biển) | [ 24 ] |
| Đuổi bắt đồng đội nữ  | 21 tháng 2 | Chung kết | Ayano Sato Miho Takagi Nana Takagi                      | Nhật Bản | 2:53.89   | OR WB (mực nước biển) | [ 25 ] |

## Quốc gia tham dự
Có 184 vận động viên từ 29 quốc gia dự kiến tham dự (số vận động viên ở trong ngoặc). Colombia lần đầu tham dự môn này. 29 nước là con số kỷ lục, vượt qua con số 25 nước tại Thế vận hội Mùa đông 1998. Nhiều vận động viên của Đan Mạch, Pháp, Bỉ, Áo và Colombia thực ra là vận động viên trượt patin tốc độ một hàng, tuy nhiên đây chưa phải môn thi Olympic nên họ kết hợp trượt patin tốc độ một hàng và trượt băng tốc đô để tham dự Olympic.
- Úc (1)
- Áo (2)
- Belarus (4)
- Bỉ (3)
- Canada (19)
- Trung Quốc (13)
- Đài Bắc Trung Hoa (3)
- Colombia (2)
- Cộng hòa Séc (3)
- Đan Mạch (3)
- Estonia (2)
- Phần Lan (3)
- Pháp (1)
- Đức (9)
- Hungary (1)
- Ý (9)
- Nhật Bản (16)
- Kazakhstan (6)
- Latvia (1)
- Hà Lan (20)
- New Zealand (3)
- Na Uy (9)
- Vận động viên Olympic từ Nga (4)
- Ba Lan (14)
- România (1)
- Hàn Quốc (16)
- Thụy Điển (1)
- Thụy Sĩ (2)
- Hoa Kỳ (13)